# Riu Aragon Subordan
El riu Aragon Subordan és un riu del nord d'Espanya, un afluent pel marge dret de l'Aragó que discorre per la comunitat autònoma d'Aragó.
Neix en la cara nord de la Serra Bernera per la conjunció d'una sèrie de barrancs que drenen un circ. Travessa, amb un perfil glacial, la Selva d'Oza (on forma l'estret congost conegut com a «Boca de l'infern») i la Val d'Echo, banyant les localitats de Hecho, Embun, Javierregay i Puente la Reina de Jaca.
El riu discorre al llarg d'un total de 50 quilòmetres, fins a desguassar a l'Aragó a l'altura de Puente la Reina. El seu major afluent és el riu Osia, que rega la vall de Aragüés.
La seva conca alberga una de les concentracions de monuments megalítics (dòlmens, cromlecs, cistes, túmuls i menhirs) més important i abundant del Pirineu, els quals s'estenen des de la Selva d'Oza fins a la frontera amb França, entre els 1200 i els 1800 metres d'altitud.